# Jonathan Parr
Jonathan Parr, född 21 oktober 1988 i Oslo, Norge, är en norsk fotbollsspelare som spelar för norska Strømsgodset IF i Tippeligaen. Han spelar också för Norges landslag.